# Yamaha XJ 600
La Yamaha XJ 600 era una motocicletta costruita tra 1984 ed il 1991 dalla Yamaha Motor in Giappone ed importata in Italia. Era una moto relativamente leggera (212 kg in condizioni di marcia), dotata di una semicarenatura e di un puntale. Negli Stati Uniti, veniva commercializzata come FJ 600. Fu sostituita dal modello XJ 600 Diversion.